# Giant for a Day!
Giant for a Day! ist das zehnte Studioalbum der britischen Progressive-Rock-Band Gentle Giant, das 1978 auf Chrysalis Records veröffentlicht wurde.
Nach The Missing Piece ist es das zweite popmusikinspirierte Album von Gentle Giant. Die früher von der Band bekannte Verwendung progressiver Stilelemente wie Kontrapunkte, Polyphonie, Polyrhythmik oder mittelalterlich anmutender Arrangements sind hier vollständig verschwunden und alle Titel sind Softrockstücke, die sich dem Pop-Rock zuzuordnen lassen, in radiotauglicher Laufzeit. Um eine geradlinigere Gruppenidentität zu präsentieren, übernahm Derek Shulman den Gesang, und die Band verzichtete auf die übliche Kombination von Streichern, Bläsern und das fein aufeinander abgestimmte Zusammenspiel von Gesang und Schlagzeug, zugunsten einer konventionellen Gitarre, Bass, Keyboards, Schlagzeug, Leadsänger-Konstellation.
Im Gegensatz zu den früheren Alben unternahm die Gentle Giant keine Tournee oder Konzerte, um das Album zu bewerben. Außer dem Titeltrack Giant for a Day! wurde während ihrer letzten Tournee zur Unterstützung des Civilian-Albums kein Titel dieses Albums live gespielt.
Das blaue Cover zeigt auf der Vorderseite das von Peter Owen illustrierte Gesicht des rotbärtigen Gentle-Giant-Maskottchens mit dem roten Albumtitel in einer Sprechblase. Das Gesicht hat eine umlaufende Scherenschnittlinie, die suggeriert, dass das Gesicht ausschnitten und als Maske getragen werden kann.

## Titelliste
Wenn nicht anders angegeben wurden alle Stücke von Derek Shulman gesungen. Alle Titel wurden von Kerry Minnear, Derek Shulman und Ray Shulman geschrieben, sofern nicht anders angegeben.
| Nr. | Titel               | Autor(en)                                                | Gesang                 | Länge |
| --- | ------------------- | -------------------------------------------------------- | ---------------------- | ----- |
| 1.  | Words from the Wise |                                                          | Derek Shulman und Band | 4:14  |
| 2.  | Thank You           |                                                          |                        | 4:50  |
| 3.  | Giant for a Day!    |                                                          |                        | 3:49  |
| 4.  | Spooky Boogie       |                                                          | Instrumental           | 2:55  |
| 5.  | Take Me             | Kerry Minnear, Derek Shulman, Ray Shulman, John Weathers |                        | 3:39  |

| Nr. | Titel             | Autor(en) | Gesang        | Länge |
| --- | ----------------- | --------- | ------------- | ----- |
| 1.  | Little Brown Bag  |           |               | 3:26  |
| 2.  | Friends           | Weathers  | John Weathers | 2:00  |
| 3.  | No Stranger       |           |               | 2:29  |
| 4.  | It’s Only Goodbye |           |               | 4:19  |
| 5.  | Rock Climber      |           |               | 3:52  |

## Rezeption

### Rezensionen
Die Resonanz auf das Album fiel bei Publikum und Kritikern überwiegend negativ aus.
Patrick Little vom Musikportal AllMusic bewertet das Album mit weniger als 2/5 Punkten und fragt, warum sich eine talentierte Band wie Gentle Giant, die 1971–1975 einige der besten Progressive-Rock-Stücke produzierte, hier auf 5-Minuten-Balladen im 4/4-Takt reduziert, und normale Songs mit verwässerter Komplexität herausbringt. Dass Fans, die dieses Album kauften, sich im Nachhinein sicherlich darüber ärgerten und die Platte die Lachnummer in Gentle Giants Diskographie wäre. Abschließend meint er jedoch, dass die Band viel zu gut sei, als dass man sich darüber totlachen könnte.
Auf dem Progressvie-Rock-Musikportal Babyblaue Seiten erhält das Album lediglich sechs, vier und einmal sogar nur 1/15 Punkten. Nach Siggy Zielinski sollte „mit Giant for a day … offensichtlich der kommerzielle Durchbruch für Gentle Giant kommen. Leider bleibt es eines dieser Alben, die zurecht keinerlei Resonanz erfuhren.“ Er hält das Album für „geistloses, flaches Rock'n'Roll/Pop-Gedudel“. Piotre Walter konstatiert, dass „nach den Geniestreichen Mitte der 70er … dieses Album von GG natürlich enttäuschen [musste]. Während „The Missing Piece“ immerhin noch ein paar positive Ansätze zeigte, zeigen sich GG hier endgültig wie eine X-beliebige Popband ohne irgendeinen Ansatz von Originalität.“ Jochen Rindfrey hält es für ein halbherziges Album und schrieb ihm das „Prädikat: besonders wertlos“ zu.
Der Rezensent unter dem Pseudonym BrummelStrummel bewertete es positiver als gutes Album und resümierte 2007 auf sputnik music:

“Overall, “Giant For A Day” combines the bands progressive rock motives with there pop rock motives. In some tracks such as “Take Me, Little Brown Bag, and Friends” this is successful. But in other tracks like “No Stranger, and Spooky Boogie” the album has too much filler and repetitiveness and sort of wears itself out. I think this album is a good album but with a few tweaks it could be a whole lot better.”

„Insgesamt verbindet „Giant For A Day“ die progressiven Rock-Motive der Band mit ihren Pop-Rock-Motiven. In einigen Tracks wie „Take Me, Little Brown Bag, and Friends“ ist dies gelungen. Aber in anderen Tracks wie „No Stranger, and Spooky Boogie“ hat das Album zu viel Füllmaterial und Wiederholungen und nutzt sich irgendwie ab. Ich denke, dass dieses Album ein gutes Album ist, aber mit ein paar Verbesserungen könnte es noch viel besser sein.“

Nach Angaben auf der offiziellen Gentle Giant Homepage werten viele Fans Giant for a Day! als: „GG's worst album“ schlechtestes Album der Band. Die Band stufte Giant for a Day! im Nachhinein als kreativen Fehler ein und Derek Shulman bezeichnete es im als „sehr konstruiert“.

## Besetzung
- Gary Green – E-Gitarren (1–10), Slide-Gitarre (2), Akustikgitarre (2, 7), Begleitgesang
- Kerry Minnear – Piano (4–6, 9, 10), E-Piano (1, 4, 5, 8, 10), Minimoog (3–5), Hammondorgel (2), Clavinet (1), Synthesizer (4), Xylophon (4), E-Bass (2, 7), Begleitgesang
- Derek Shulman – Gesang (außer 4 und 7)
- Ray Shulman – E-Bass (1, 3–6, 8–10), Zwölfsaitige Gitarre (2, 7), Begleitgesang
- John Weathers – Schlagzeug (1–6, 8–10), Tamburin (1, 5), Shaker (4), Kuhglocke (10), Begleitgesang, Gesang (7)

### Technik
- Gentle Giant – Produktion
- Paul Northfield – Tontechnik
- Neil Hornby, Steve Parker – Tonassistenz
- Michael Ambrose – Zusätzliches Equipment
- Eve, Ray Shulman, Tanner – Coverkonzept
- Peter Owen – Illustration Front Cover
- Gered Mankowitz – Fotografie Coverrückseite